# Extract
Extract è un film del 2009 prodotto negli Stati Uniti e diretto da Mike Judge.

## Trama
Il proprietario di una fabbrica che produce estratti di fiori deve affrontare diversi problemi al lavoro e molte sfortune, a partire da quella della moglie, che lo tradisce con un gigolò.